# 高爾特 (堪薩斯州)
高爾特（英語：Galt）是位於美國堪薩斯州賴斯縣的一個鬼鎮。

## 歷史
高爾特的郵政局於1911年結束營運。該地於1910年時共有15人。現時高爾特已沒有留下任何遺址。

## 地理
高爾特所處的海拔為高於海平面504米（即1654英呎），而該地所採用的時區為UTC-6，即北美中部時區（CST）。同時該地設有夏令時間，為UTC-6調快一小時，即UTC-5（CDT）。